# 스카파 (페스카라도)
스카파(이탈리아어: Scafa)는 이탈리아 아브루초주 페스카라도에 위치한 코무네다.